# Csibrák
Csibrák (németül: Schiwrack) község a Dél-Dunántúli-régióban, Tolna vármegyében, a Dombóvári járásban.

## Fekvése
A Dunántúli-dombságban, a Tolnai-Hegyhát szélén, a Kapos mellett található, a völgységi dombok folyóra néző oldalán. A vármegye délnyugati részén, a megyeszékhelytől, Szekszárdtól körülbelül 50 kilométerre, Dombóvártól körülbelül 20 kilométerre fekszik. A legközelebbi szomszédos települések Kurd 3 kilométerre délnyugatra, és Dúzs 4 kilométerre északkeletre.

### Megközelítése
Közúton a Hőgyészt (65-ös főút) Dombóvárral (61-es főút) összekötő 6532-es úton, illetve Bonyhád és a 6-os főút a 6538-as úton érhető el.
A közúti tömegközlekedést a Volánbusz autóbuszai biztosítják.
A hazai vasútvonalak közül a települést a MÁV 40-es számú, (Budapest–)Pusztaszabolcs–Pécs-vasútvonala érinti, melynek egy megállási pontja van itt. Csibrák megállóhely a 6532-es út közelében fekszik, közúti elérését egy abból kiágazó önkormányzati út biztosítja.

## Története
Első írásos említése 1280-ból származik. Ekkor a tolnai főesperességhez tartozó falu volt, a 16. század közepén Medvey Benedeké lett, de a török megszállás idején elpusztult. A 18. század első felében a Jeszenszky család birtokába került, akik német telepeseket (összesen 40–50 család) hívtak a községbe, akik földműveléssel, állattenyésztéssel, fakitermeléssel foglalkoztak. 1851-ben a Geographiai Szótárban ezt írták Csibrákról: „Határának egy része homok, a többi fekete föld, rétjei szépek, szép szőlőhegye jeles bort terem.”
1925-ben a földesúri birtok földjeiből 800 kataszteri holdat kiosztottak a lakosok között, akik ettől kezdve a saját földjükön gazdálkodhattak. A második világháború után, 1946-ban a németeket kitelepítették, helyükre Békésből 70, illetve a csehszlovák–magyar lakosságcsere keretében a Felvidékről 14 magyar család érkezett.
Az első termelőszövetkezetet 1949-ben szervezték. A villanyt 1951-ben vezették be és ugyanegyebben az évben fúrták az első ártézi kutat is. A körzetesítéskor a tanácsot majd a TSZ-t is a kurdihoz csatolták. 1970-es évek elejétől sok helybelinek adott munkát az erdőgazdaság fafeldolgozó és parkettagyártó üzeme. A kis község rohamos fejlődésnek indult. Az 1990-es helyhatósági választás óta önálló önkormányzata van. A képviselő-testület a kurdival együtt működteti a két falu közös körjegyzőségét.
A rendszerváltás után, gazdasági okokból bezárt a fafeldolgozó üzem, más munkalehetőség nincs a faluban. A község lakosainak száma 2007. január elején 350 fő volt, amelyből 40% nyugdíjas, 30%-a 18 év alatti, a többi keresőképes felnőtt, ám közülük mindössze 50 embernek volt ekkor állása. A falu fejlődése hosszú ideje leállt.[mikor?]

### Nevének eredete
A szájhagyomány az alábbi történettel magyarázza a falu nevét: egyszer a Kapos mocsaras vidékét nemesi vadászok járták, és az egyik főurat megcsípte egy rák, mire felkiáltott: Csíp rák!

### A falu jelképei címere és zászlaja
A falu jelképei címere és zászlaja. Címerpajzs: A címertani pajzsformák koronkénti változásának megfelelő formájú, lekerekített oldalú, háromszögletű pajzs. A kétszer vágott pajzs a középen lévő mesteralakkal (hullámos pólyacsík) két részre osztja a címerpajzsot. A pajzs középzöld alapszínű, körvonalát arany fémszínű szegély határolja. A hullámos pólyacsík ezüst fémszínű. A pajzs két címerképet tartalmaz. A pajzs felső mezejében stilizált tölgyfa látható termésével és gyökerével. A pajzs alsó mezejében előre néző gímszarvasfej látható agancsokkal. A címer külső címerdíszeket nem tartalmaz.
Tölgyfa: A település helyi természeti adottságainak egyben a múlt - jelen - jövő egységének szimbóluma.
Hullámos pólya: A Kapos folyót szimbolizálja.
Gímszarvas: A község környezetében lévő természeti kincs, gazdagság jelképe. Évenként lehullatott és újranövesztett agancsa révén az örök megújulás, az újjászületés szimbóluma.

## Közélete

### Polgármesterei
- 1990–1994: Kardos János (független)[4]
- 1994–1998: Kardos János (független)[5]
- 1998–2002: Kardos János (független)[6]
- 2002–2006: Kardos János (független)[7]
- 2006–2010: Kardos János (független)[8]
- 2010–2014: Szűcs János (független)[9]
- 2014–2019: Kardos János (független)[10]
- 2019–2024: Kardos János (független)[11]
- 2024– : Mikesné László Viktória (független)[1]

A települési önkormányzat címe 7225 Csibrák, Vörös Hadsereg u. 52., telefonszáma 74/521-006, faxszáma 74/401-013; e-mail címei: csibrak@polghiv.tolnamegye.hu és korjegyzo@kurd.hu; hivatalos honlapja http://www.csibrak.hu. A településen német és cigány nemzetiségi önkormányzat is működik.

## Népesség
A település népességének változása:
- 1870: 917 fő
- 1949: 889 fő
- 1970: 567 fő
- 1990: 420 fő
- 2001: 430 fő
- 2009: 355 fő

| Lakosok száma | 294  | 297  | 296  | 236  | 274  | 264  | 259  |
|               | 2013 | 2014 | 2015 | 2021 | 2022 | 2023 | 2024 |

2001-ben a lakosok kb. 95,5%-a magyarnak, (ezen belül kb. 5,0% cigánynak), kb. 0,7%-a németnek vallotta magát.
A 2011-es népszámlálás során a lakosok 98,3%-a magyarnak, 5,3% cigánynak, 4,7% németnek, 1,7% románnak mondta magát (1% nem nyilatkozott; a kettős identitások miatt a végösszeg nagyobb lehet 100%-nál).
2022-ben a lakosság 83,9%-a vallotta magát magyarnak, 3,6% cigánynak, 3,3% németnek, 2,6% románnak (15,3% nem nyilatkozott; a kettős identitások miatt a végösszeg nagyobb lehet 100%-nál).

## Vallás
A 2001-es népszámlálás adatai alapján a lakosság kb. 76%-a római katolikus, kb. 7,5%-a református vallású, míg más egyházhoz, felekezethez tartozik kb. 1%. Nem tartozik egyetlen egyházhoz, vagy felekezethez sem, illetve nem válaszolt: kb. 15,5%.
2011-ben a vallási megoszlás a következő volt: római katolikus 60,3%, református 4,7%, evangélikus 1%, görögkatolikus 0,3%, felekezeten kívüli 20% (12% nem nyilatkozott).
2022-ben vallásuk szerint 30,3% volt római katolikus, 3,6% református, 0,4% evangélikus, 0,4% egyéb keresztény, 0,4% egyéb katolikus, 32,1% felekezeten kívüli (32,8% nem válaszolt).

### Római katolikus egyház
A Pécsi egyházmegye (püspökség) Dombóvári Esperesi Kerületébe tartozik. Nem önálló egyházközség, a Kurdi plébániához tartozik, mint filia. Római katolikus templomának titulusa: Szent Anna.

### Református egyház
A Dunamelléki Református Egyházkerület Tolnai Református Egyházmegyéjébe (esperesség) tartozik. Nem önálló egyházközség, csak szórvány.

### Evangélikus egyház
A Déli evangélikus egyházkerület Tolna-Baranyai Egyházmegyéjében lévő Dombóvár-Kaposszekcső-Csikóstőttős Társult Evangélikus Egyházközséghez tartozik, mint szórvány.

## Látnivalók
- Római katolikus Szent Anna-templom.
- Harangláb.
- Szobor.
- Kopjafa.
- Jeszenszky-kastély: 1828-ban építtette Jeszenszky Miklós.